# U-47 (tàu ngầm Đức) (1938)
U-47 là một tàu ngầm tấn công  Lớp Type VII thuộc phân lớp Type VIIB được Hải quân Đức Quốc Xã chế tạo trước Chiến tranh Thế giới thứ hai. Nhập biên chế năm 1938, nó đã thực hiện được tổng cộng mười chuyến tuần tra, từng đánh chìm thiết giáp hạm Anh HMS Royal Oak cùng ba mươi tàu buôn với tổng tải trọng 162.769 GRT, đồng thời gây hư hại cho tám tàu buôn và một tàu chiến khác. Dưới quyền chỉ huy của Thiếu tá Hải quân Günther Prien, U-47 nằm trong số những tàu U-boat có thành tích nổi bật nhất trong Thế Chiến II.  Nó mất tích tại Đại Tây Dương vào ngày 7 tháng 3, 1941.

## Thiết kế và chế tạo

### Thiết kế
Phân lớp VIIB của Tàu ngầm Type VII là một phiên bản VIIA được mở rộng. Chúng có trọng lượng choán nước 753 t (741 tấn Anh) khi nổi và 857 t (843 tấn Anh) khi lặn). Con tàu có chiều dài chung 66,50 m (218 ft 2 in), lớp vỏ trong chịu áp lực dài 48,80 m (160 ft 1 in), mạn tàu rộng 6,20 m (20 ft 4 in), chiều cao 9,50 m (31 ft 2 in) và mớn nước 4,74 m (15 ft 7 in).
Chúng trang bị hai động cơ diesel Germaniawerft F46 6-xy lanh 4 thì, tổng công suất 2.800–3.200 PS (2.100–2.400 kW; 2.800–3.200 bhp), dẫn động hai trục chân vịt đường kính 1,23 m (4,0 ft), cho phép đạt tốc độ tối đa 17,9 kn (33,2 km/h), và tầm hoạt động tối đa 8.700 nmi (16.100 km) khi đi tốc độ đường trường 10 kn (19 km/h). Khi đi ngầm dưới nước, chúng sử dụng hai động cơ/máy phát điện Brown, Boveri & Cie GG UB 720/8 tổng công suất 750 PS (550 kW; 740 shp). Tốc độ tối đa khi lặn là 8 kn (15 km/h), và tầm hoạt động 90 nmi (170 km) ở tốc độ 4 kn (7,4 km/h). Con tàu có khả năng lặn sâu đến 230 m (750 ft).
Vũ khí trang bị có năm ống phóng ngư lôi 53,3 cm (21 in), bao gồm bốn ống trước mũi và một ống phía đuôi, và mang theo tổng cộng 14 quả ngư lôi, hoặc tối đa 22 quả thủy lôi TMA, hoặc 33 quả TMB. Tàu ngầm Type VIIB bố trí một hải pháo 8,8 cm SK C/35 cùng một pháo phòng không 2 cm (0,79 in) trên boong tàu. Thủy thủ đoàn bao gồm 4 sĩ quan và 40-56 thủy thủ.

### Chế tạo
U-47 được đặt hàng vào ngày 21 tháng 11, 1936, và được đặt lườn tại xưởng tàu của hãng Friedrich Krupp Germaniawerft tại Kiel vào ngày 25 tháng 2, 1937. Nó được hạ thủy vào ngày 29 tháng 10, 1938, và nhập biên chế cùng Hải quân Đức Quốc Xã vào ngày 17 tháng 12, 1938 dưới quyền chỉ huy của Hạm trưởng, Thiếu tá Hải quân Günther Prien.

## Lịch sử hoạt động

### 1939
Vào lúc nhập biên chế, U-47 được phối thuộc cùng Chi hạm đội Tàu ngầm 7, và nó phục vụ cùng đơn vị này trong suốt quãng đời hoạt động.

#### Chuyến tuần tra thứ nhất
Khi mâu thuẫn với Ba Lan có nguy cơ bùng nổ thành xung đột, U-47 lên đường từ cảng Kiel vào ngày 19 tháng 8, 1939, trước khi Thế Chiến II chính thức diễn ra vào ngày 1 tháng 9, nhằm cho phép nó tấn công tàu bè đối phương ngay khi xung đột bắt đầu. Chiếc tàu ngầm tiến vào Bắc Hải, rồi băng qua khe GIUK giữa Scotland và quần đảo Faroe để vòng qua quần đảo Anh và đi đến vịnh Biscay. Sau khi việc tuyên chiến được công bố vào ngày 3 tháng 9, U-47 bắt đầu hoạt động đối địch, nhưng sau sự kiện chiếc SS Athenia bị tàu ngầm U-30 đánh chìm vào ngày hôm sau, Thiếu tá Günther Prien hạm trưởng của U-47 được khuyến cáo tuân thủ những quy tắc giao chiến theo luật pháp quốc tế. Một tàu buôn Hy Lạp trung lập đã bị U-47 chặn lại để khám xét, nhưng được phóng thích sau đó, và hai tàu buôn treo cờ trung lập khác đã được U-47 để cho di chuyển tự do.
Lúc bình minh ngày 5 tháng 9, U-47 ngăn chặn chiếc SS Bosnia bằng một phát hải pháo bắn chặn đầu cảnh cáo, nhưng chiếc tàu buôn Anh tìm cách tăng tốc và gửi tín hiệu vô tuyến cầu cứu. U-47 bắn trúng chiếc tàu buôn thêm ba phát đạn pháo, buộc thủy thủ của Bosnia phải bỏ tàu. Trong khi U-47 hỗ trợ thủy thủ đoàn của Bosnia lên các xuồng cứu sinh, một tàu buôn Na Uy trung lập đi đến nơi và cứu toàn bộ những người sống sót. U-47 phóng một quả ngư lôi đánh chìm Bosnia 2.407 GRT, trở thành con tàu Anh thứ hai sau Athenia bị đánh chìm trong chiến tranh. Sang ngày hôm sau 6 tháng 9, U-47 tiếp tục ngăn chặn chiếc tàu buôn Anh SS Rio Carlo 4.086 GRT bằng cách bắn chặn đầu cảnh cáo. Rio Carlo dừng lại nhưng gửi tín hiệu vô tuyến cầu cứu, buộc U-47 phải tiếp tục nả hải pháo nhắm vào cầu tàu, buộc chiếc tàu buôn ngừng liên lạc vô tuyến. Sau khi thủy thủ của Rio Carlo đã bỏ tàu lên các xuồng cứu sinh, nó bị đánh chìm bởi một ngư lôi của U-47. Khi một máy bay tuần tra đối phương xuất hiện, U-47 lặn xuống và bỏ đi.
Đến ngày 7 tháng 9, U-47 gặp chiếc tàu buôn Anh thứ ba và tiếp tục áp dụng biện pháp ngăn chặn, nhưng chiếc SS Gartavon đã phát tín hiệu vô tuyến cảnh báo tàu ngầm và tìm cách chạy thoát. U-47 tấn công bằng hải pháo, phá hủy cột ăn-ten, và trong khi thủy thủ của Gartavon bỏ tàu nó vẫn tìm cách húc chiếc tàu ngầm. U-47 buộc phải cơ động khẩn cấp để né tránh, và khi quả ngư lôi phóng ra nhằm đánh chìm Gartavon không hoạt động, U-47 đánh chìm mục tiêu bằng hải pháo. Khi chuyến tuần tra đầu tiên kết thúc tại Kiel vào ngày 15 tháng 9, U-46 đã đánh chìm tổng cộng ba tàu buôn tổng tải trọng 8.270 GRT.

#### Chuyến tuần tra thứ hai - Đánh chìm HMSRoyal Oak

Lộ trình U-47xâm nhập Scapa Flow

U-47 khởi hành từ Kiel vào ngày 8 tháng 10 để thực hiện chuyến tuần tra thứ hai, và đến ngày 14 tháng 10 chiếc tàu ngầm đã xâm nhập thành công vào Scapa Flow, là căn cứ chủ lực của Hải quân Hoàng gia Anh tại quần đảo Orkney, miền Bắc Scotland. Trong khi phần lớn tàu chiến thuộc Hạm đội Nhà không có mặt tại căn cứ, nó tìm thấy một mục tiêu là thiết giáp hạm HMS Royal Oak. Trong loạt ngư lôi đầu tiên phóng ra lúc 00 giờ 58 phút, chỉ có một quả trúng đích và gây hư hại nhẹ cho một dây neo của Royal Oak, Prien cho quay mũi tàu và phóng quả ngư lôi từ ống phóng phía đuôi tàu nhưng bị trượt khỏi mục tiêu. Prien nạp lại ngư lôi các ống phóng phía mũi và phóng một loạt ba quả ngư lôi, lần này tất cả đều trúng đích, khiến Royal Oak bị nghiêng 45 độ vằ đắm chỉ trong vòng 15 phút, với tổn thất nhân mạng hơn 800 người.
Khi Prien cùng U-47 về đến Wilhelmshaven vào ngày 17 tháng 10, họ được đón tiếp long trọng như những anh hùng. Prien được đặt biệt danh "The Bull of Scapa Flow" (Con bò Scapa Flow) và thủy thủ đoàn của ông đã trang trí tháp chỉ huy của U-47 bằng một biểu trưng con bò khịt mũi, sau này được lấy làm biểu tượng cho cả Chi hạm đội Tàu ngầm 7. Prien được tặng thưởng Huân chương Chữ thập Sắt Hiệp sĩ, trở thành sĩ quan tàu ngầm U-boat đầu tiên và là thành viên thứ nhì của Hải quân Đức Quốc Xã nhận được huân chương này. Mọi thành viên thủy thủ đoàn khác của U-47 được đích thân Adolf Hittler trao tặng Huân chương Chữ thập Sắt hạng nhì tại Berlin.

#### Chuyến tuần tra thứ ba

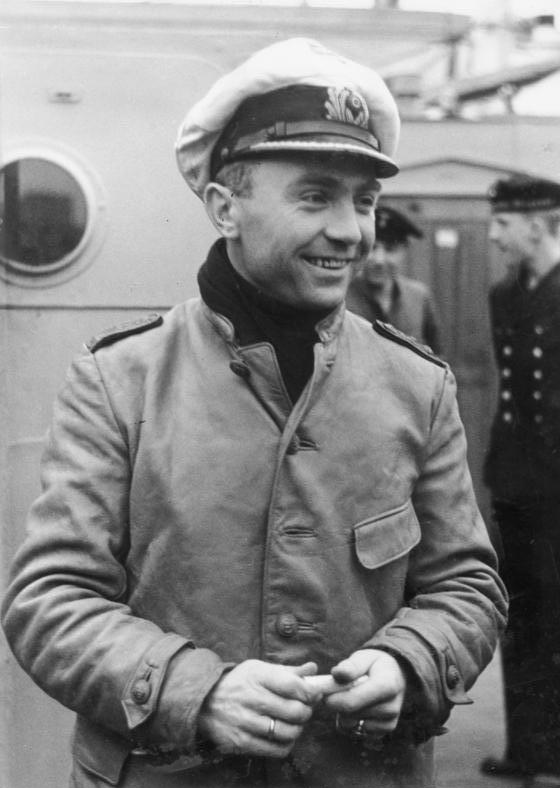
Thiếu tá Hải quân Günther Prien, hạm trưởng U-47

U-47 xuất phát từ Kiel vào ngày 16 tháng 11 cho chuyến tuần tra thứ ba, băng qua Bắc Hải và vòng qua quần đảo Anh để hoạt động tại khu vực vịnh Biscay và eo biển Manche. Vào ngày 28 tháng 11, U-47 phóng ngư lôi tấn công tàu tuần dương hạng nặng HMS Norfolk nhưng không trúng đích. Sau đó trong ba ngày liên tiếp từ 5 đến 7 tháng 12, nó đã lần lượt đánh chìm các tàu buôn Anh Navasota, tàu buôn Na Uy MV Britta và tàu buôn Hà Lan Tajandoen. Đến ngày 5 tháng 12, chiếc tàu ngầm bị các tàu khu trục Anh hộ tống cho Đoàn tàu OB 46 tấn công bằng mìn sâu, nhưng nó thoát được mà không bị hư hại. U-47 quay trở về Kiel vào ngày 18 tháng 12.

### 1940

#### Chuyến tuần tra thứ tư
U-47 xuất phát từ Wilhelmshaven vào ngày 11 tháng 3 cho chuyến tuần tra thứ tư. Trong suốt 19 ngày, nó đã hoạt động tại khu vực Bắc Hải để truy tìm các đoàn tàu vận tải Đồng Minh, nhưng chỉ tìm thấy và phóng ngư lôi đánh chìm tàu buôn Đan Mạch Britta ở vị trí về phía Bắc Scotland vào ngày 25 tháng 3. Nó kết thúc chuyến tuần tra và quay trở về Wilhelmshaven vào ngày 29 tháng 3.

#### Chuyến tuần tra thứ năm
Tiếp tục xuất phát từ Wilhelmshaven vào ngày 3 tháng 4 cho chuyến tuần tra thứ năm, là chuyến đầu tiên mà U-47 không đánh chìm được mục tiêu nào. Nó tiến vào Bắc Hải và hoạt động tại khu vực dọc suốt bờ biển Na Uy để hỗ trợ cho Chiến dịch Weserübung nhằm xâm chiếm đất nước này. Vào ngày 19 tháng 4, nó phóng một quả ngư lôi duy nhất tấn công thiết giáp hạm HMS Warspite nhưng quả ngư lôi đã trượt mục tiêu hoặc trúng đích nhưng không kích nổ. Các tàu khu trục Anh tháp tùng hộ tống Warspite đã phản công bằng mìn sâu, nhưng U-47 thoát được mà không bị hư hại. Nó quay trở về Kiel vào ngày 26 tháng 4.

#### Chuyến tuần tra thứ sáu
U-47 thành công hơn trong chuyến tuần tra thứ sáu tiếp theo, kéo dài từ ngày 3 tháng 6 đến ngày 6 tháng 7, xuất phát và kết thúc cùng tại Kiel. Cùng với sáu tàu ngầm U-boat khác trong Bầy sói Prien, nó phối hợp tấn công Đoàn tàu HX 47 tại vùng biển phía Tây Nam Ireland, đánh chìm được tàu buôn Anh SS Balmoralwood vào ngày 14 tháng 6. Trong vòng ba tuần lễ tiếp theo sau, nó đã đánh chìm thêm bảy tàu buôn khác cùng tại khu vực này: San Fernando (21 tháng 7), Cathrine (24 tháng 7), Lenda và Leticia (27 tháng 7), Empire Toucan (29 tháng 7), Georgios Kyriakides (30 tháng 7), và SS Arandora Star (2 tháng 7).

#### Chuyến tuần tra thứ bảy
U-47 khởi hành từ Kiel vào ngày 27 tháng 8 cho chuyến tuần tra thứ bảy, khi nó băng qua Bắc Hải và khe GIUK để hoạt động tại vùng biển Bắc Đại Tây Dương về phía Nam Iceland. Trong vòng ba tuần lễ, chiếc tàu ngầm đánh chìm sáu tàu buôn và gây hư hại cho một chiếc thứ bảy: Ville de Mons vào ngày 2 tháng 9; Titan vào ngày 4 tháng 9; Gro, José de Larrinaga và Neptunian vào ngày 7 tháng 9; rồi Possidon vào ngày 9 tháng 9; và Elmbank bị hư hại vào ngày 21 tháng 9. U-47 kết thúc chuyến tuần tra và đi đến cảng Lorient bên bờ biển Đại Tây Dương của Pháp đã bị Đức Quốc Xã chiếm đóng, đến nơi vào ngày 25 tháng 9.

#### Chuyến tuần tra thứ tám
Xuất phát từ cảng Lorient vào ngày 14 tháng 10 cho chuyến tuần tra thứ tám tại vùng biển phía Tây Bắc Ireland và Scotland, chỉ trong hai ngày 19 và 20 tháng 10, U-47 đã đánh chìm các chiếc Uganda, Wandby, La Estancia và Whitford Point cùng gây hư hại cho các chiếc Shirak và Athelmonarch. Nó quay trở lại Lorient vào ngày 23 tháng 10.

#### Chuyến tuần tra thứ chín
U-47 lại xuất phát từ cảng Lorient vào ngày 3 tháng 11 cho chuyến tuần tra thứ tám để hoạt động tại vùng biển phía Tây Ireland. Nó đã gây hư hại cho chiếc Gonçalo Velho vào ngày 8 tháng 11, rồi sau đó vào ngày 2 tháng 12, nó tấn công Đoàn tàu HX 90, đánh chìm chiếc Ville d´Arlon cùng gây hư hại cho các chiếc Conch và Dunsley. Chiếc tàu ngầm quay trở về cảng Lorient lần cuối cùng vào ngày 6 tháng 12.

### 1941

#### Chuyến tuần tra thứ mười - Mất tích
U-47 khởi hành từ Lorient vào ngày 20 tháng 2, 1941 cho chuyến tuần tra cuối cùng trong chiến tranh. Nó gửi một báo cáo sau cùng lúc đang truy đuổi Đoàn tàu OB-293 vào ngày 7 tháng 3, và sau đó mất tích. Một số nguồn trước đây cho rằng U-47 đã bị tàu khu trục Anh HMS Wolverine đánh chìm về phía Tây Ireland, trong sự kiện Wolverine và HMS Verity tấn công một tàu ngầm. Tài liệu thu được sau chiến tranh xác định mục tiêu bị Wolverine và Verity tấn công thực ra là chiếc UA, vốn chỉ bị hư hại và đã quay trở về căn cứ. Trước đó Wolverine đã tấn công một tàu ngầm lúc 05 giờ 10 phút, năm phút sau khi U-47 phóng ngư lôi tấn công tàu xưởng cá voi Terje Viken. Không có tin tức nào khác về U-47 kể từ lúc đó.
Cho đến nay không có ghi chép chính thức nào về số phận của U-47, cho dù nhiều giả thuyết đã được đưa ra như: trúng thủy lôi, trục trặc kỹ thuật, bị đánh chìm bởi ngư lôi của chính nó, hay hậu quả của một đợt tấn công từ các tàu corvette HMS Camellia và HMS Arbutus. Cho dù vì bất kỳ lý do nào, U47 đã bị mất trong chuyến tuần tra cuối cùng tại Bắc Đại Tây Dương vào tháng 3, 1941, với tổn thất toàn bộ 45 thành viên thủy thủ đoàn trên tàu.

### "Bầy sói" tham gia
U-47 từng tham gia bầy sói
- Prien (12 – 17 tháng 6, 1940)

### Tóm tắt chiến công
U-47 đã đánh chìm được ba mươi tàu buôn với tổng tải trọng 162.769 GRT và một tàu chiến tải trọng 29.150 tấn, đồng thời gây hư hại cho tám tàu buôn và một tàu chiếc khác:
| Ngày              | Tên tàu             | Quốc tịch              | Tải trọng | Số phận      |
| ----------------- | ------------------- | ---------------------- | --------- | ------------ |
| 5 tháng 9, 1939   | Bosnia              | United Kingdom         | 2.407     | Bị đánh chìm |
| 6 tháng 9, 1939   | Rio Claro           | United Kingdom         | 4.086     | Bị đánh chìm |
| 7 tháng 9, 1939   | Gartavon            | United Kingdom         | 1.777     | Bị đánh chìm |
| 14 tháng 10, 1939 | HMS Royal Oak       | Hải quân Hoàng gia Anh | 29.150    | Bị đánh chìm |
| 28 tháng 11, 1939 | HMS Norfolk         | Hải quân Hoàng gia Anh | 10.035    | Bị hư hại    |
| 5 tháng 12, 1939  | Novasota            | United Kingdom         | 8.795     | Bị đánh chìm |
| 6 tháng 12, 1939  | Britta              | Norway                 | 6,214     | Bị đánh chìm |
| 7 tháng 12, 1939  | Tajandoen           | Netherlands            | 8.159     | Bị đánh chìm |
| 25 tháng 3, 1940  | Britta              | Denmark                | 1.146     | Bị đánh chìm |
| 14 tháng 6, 1940  | Balmoralwood        | United Kingdom         | 5.834     | Bị đánh chìm |
| 21 tháng 6, 1940  | San Fernando        | United Kingdom         | 13.056    | Bị đánh chìm |
| 24 tháng 6, 1940  | Cathrine            | Panama                 | 1.885     | Bị đánh chìm |
| 27 tháng 6, 1940  | Lenda               | Norway                 | 4.005     | Bị đánh chìm |
| 27 tháng 6, 1940  | Leticia             | Netherlands            | 2.580     | Bị đánh chìm |
| 29 tháng 6, 1940  | Empire Toucan       | United Kingdom         | 4.127     | Bị đánh chìm |
| 30 tháng 6, 1940  | Georgios Kyriakides | Greece                 | 4.201     | Bị đánh chìm |
| 2 tháng 7, 1940   | Arandora Star       | United Kingdom         | 15.501    | Bị đánh chìm |
| 2 tháng 9, 1940   | Ville de Mons       | Belgium                | 7.463     | Bị đánh chìm |
| 4 tháng 9, 1940   | Titan               | United Kingdom         | 9.035     | Bị đánh chìm |
| 7 tháng 9, 1940   | Neptunian           | United Kingdom         | 5.155     | Bị đánh chìm |
| 7 tháng 9, 1940   | José de Larrinaga   | United Kingdom         | 5.303     | Bị đánh chìm |
| 7 tháng 9, 1940   | Gro                 | Norway                 | 4.211     | Bị đánh chìm |
| 9 tháng 9, 1940   | Possidon            | Greece                 | 3.840     | Bị đánh chìm |
| 21 tháng 9, 1940  | Elmbank             | United Kingdom         | 5.156     | Bị hư hại    |
| 19 tháng 10, 1940 | Uganda              | United Kingdom         | 4.966     | Bị đánh chìm |
| 19 tháng 10, 1940 | Shirak              | United Kingdom         | 6.023     | Bị hư hại    |
| 19 tháng 10, 1940 | Wandby              | United Kingdom         | 4.947     | Bị đánh chìm |
| 20 tháng 10, 1940 | La Estancia         | United Kingdom         | 5.185     | Bị đánh chìm |
| 20 tháng 10, 1940 | Whitford Point      | United Kingdom         | 5.026     | Bị đánh chìm |
| 20 tháng 10, 1940 | Athelmonarch        | United Kingdom         | 8.995     | Bị hư hại    |
| 8 tháng 11, 1940  | Gonçalo Velho       | Portugal               | 1.595     | Bị hư hại    |
| 2 tháng 12, 1940  | Ville d'Arlon       | Belgium                | 7.555     | Bị đánh chìm |
| 2 tháng 12, 1940  | Conch               | United Kingdom         | 8.376     | Bị hư hại    |
| 2 tháng 12, 1940  | Dunsley             | United Kingdom         | 3.862     | Bị hư hại    |
| 26 tháng 2, 1941  | Kasongo             | Belgium                | 5.254     | Bị đánh chìm |
| 26 tháng 2, 1941  | Diala               | United Kingdom         | 8.106     | Bị hư hại    |
| 26 tháng 2, 1941  | Rydboholm           | Sweden                 | 3.197     | Bị đánh chìm |
| 26 tháng 2, 1941  | Borgland            | Norway                 | 3.636     | Bị đánh chìm |
| 28 tháng 2, 1941  | Holmlea             | United Kingdom         | 4.223     | Bị đánh chìm |
| 7 tháng 3, 1941   | Terje Viken         | United Kingdom         | 20.638    | Bị hư hại    |